# Andreas Eichler (Verleger)

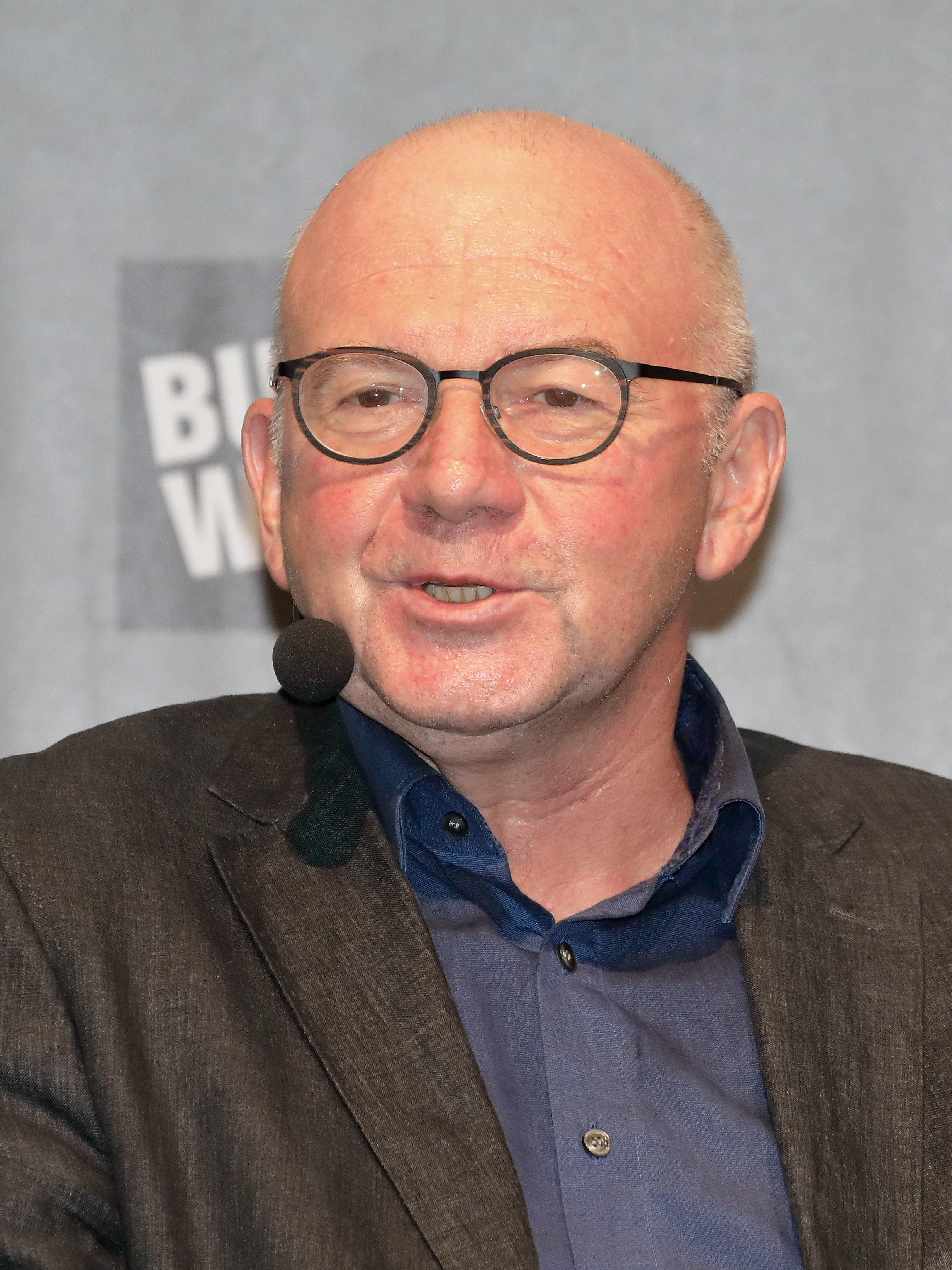
Andreas Eichler (2018)

Andreas Eichler (* 1954 in Limbach-Oberfrohna) ist ein deutscher Autor und Verleger.
Eichler studierte an der Universität Leipzig Philosophie. Er wurde 1989 an der Universität Jena zur Thematik Lenin zur Dialektik von Wesen und Erscheinung in Theorie und Praxis der sozialistischen Gesellschaft: 1917 bis 1923 promoviert. Er ist Verfasser von lokal- und regionalhistorischer Publikationen. Gemeinsam mit seiner Frau Birgit leitet Eichler den Mironde-Verlag in Niederfrohna (früher Miriquidi-Verlag).
Eichler war Vorsitzender des Sächsischen Schriftstellerverbandes und des Heimatvereins Niederfrohna e. V.

## Werke
- Gotthilf Heinrich Schubert – ein anderer Humboldt. Mironde, 2012, ISBN 978-3-937654-35-5.
- Innokonservation. Erneuern und Bewahren. Mironde, 2013, ISBN 978-3-937654-46-1.